# Бидесхајм (Донерсбергкрајс)
Бидесхајм (њем. Biedesheim) општина је у њемачкој савезној држави Рајна-Палатинат. Једно је од 81 општинског средишта округа Донерсберг. Према процјени из 2010. у општини је живјело 640 становника. Посједује регионалну шифру (AGS) 7333006.

## Географски и демографски подаци
Бидесхајм се налази у савезној држави Рајна-Палатинат у округу Донерсберг. Општина се налази на надморској висини од 250-270 метара. Површина општине износи 6,3 km².

## Становништво
У самом мјесту је, према процјени из 2010. године, живјело 640 становника. Просјечна густина становништва износи 101 становника/km².